# Призван-Соколова, Мария Александровна
Мария Александровна Призван-Соколова (1 апреля 1909, Санкт-Петербург — 17 июля 2001, там же) — советская актриса театра и кино. Народная артистка РСФСР (1978).

## Биография
В 1928 году Мария Призван-Соколова поступила в студию Н. Н. Ходотова (педагог С. П. Майер), была с курсом переведена в Первую Государственную художественную студию, которую и окончила в 1931 году. В том же году была принята в труппу Большого драматического театра им. М. Горького, где и служила всю жизнь. Училась на режиссёрских курсах Ленинградского театрального института у Георгия Товстоногова.
Мария Призван-Соколова на протяжении многих лет занималась педагогической деятельностью: с 1961 по 1968 год преподавала в ЛГИТМиКе, в 1963—1965 годах — в студии при Большом драматическом театре; ещё раньше руководила драмкружком в женской школе № 239, где занимались и будущие актёры: Ольга Волкова, Алиса Фрейндлих, Игорь Озеров.
Была замужем за режиссёром Павлом Вейсбрёмом.
Похоронена на Богословском кладбище.

## Творчество

### Театральные работы
- «Разлом» Б. А. Лавренёва — Глаша
- 1940 — «Вишнёвый сад» А. П. Чехова — Шарлотта Ивановна
- 1945 — «Волки и овцы» А. Н. Островского — Анфиса Тихоновна
- 1948 — «Бесприданница» А. Н. Островского — Евфросинья Потаповна
- 1951 — «Снегурочка» А. Н. Островского — Бобылиха
- 1952 — «Достигаев и другие» А. М. Горького. Постановка Н. Рашевской — Монахиня
- «Перед заходом солнца» Г. Гауптмана — Беттина
- 1957 — «Метелица» В. Ф. Пановой — Раввинша
- 1962 — «Горе от ума» А. С. Грибоедова. Постановка Г. А. Товстоногова — Хлёстова
- 1966 — «Мещане» М. Горького. Постановка Г. А. Товстоногова — Акулина Ивановна
- 1967 — «…Правду! Ничего, кроме правды!!!» Д. Аля. Постановка Г. А. Товстоногова — Брешко-Брешковская
- 1970 — «Третья стража» Г. А. Капралова и С. И. Туманова. Постановка Г. А. Товстоногова — мать Саввы Морозова
- 1972 — «Ханума» А. А. Цагарели. Постановка Г. А. Товстоногова — Тэкле
- 1971 — «Тоот, другие и майор» И. Эркеня. Постановка Г. А. Товстоногова — Маришка
- 1976 — «Молодая хозяйка Нискавуори» X. Вуолийоки — Юзе
- 1976 — «Дачники» М. Горького. Постановка Г. А. Товстоногова — Женщина с подвязанной щекой
- 1977 — «Тихий Дон» по М. А. Шолохову. Постановка Г. А. Товстоногова — Ильинична
- 1982 — «Дядя Ваня» А. П. Чехова. Постановка Г. А. Товстоногова — Войницкая
- 1983 — «Сёстры» Л. Разумовской, постановка  Г. Егорова — Старуха
- «За чем пойдёшь, то и найдёшь» («Женитьба Бальзаминова») А. Н. Островского (1989) — Матрёна
- «Последние» М. Горького (1994) — Федосья
- «Отец» А. Стриндберга (1998) — Маргарита

### Работы на телевидении
- 1965 — «Римские рассказы» по новеллам А. Моравиа (телеспектакль); режиссёр Л. И. Цуцульковский

### Фильмография
- Улица полна неожиданностей 1957
- Достигаев и другие 1959
- Поднятая целина 1959
- До будущей весны 1960
- День счастья 1963
- Рабочий посёлок 1965
- В городе С.1966
- Обвиняются в убийстве 1969
- Месяц август 1971
- Опознание 1973
- Сержант милиции 1974

## Премии и награды
- 1998 — Спецпремия «Золотой софит» «За творческое долголетие и уникальный вклад в театральную культуру»